# Deceno
Deceno (ou N-deceno, 1-deceno) é o alceno insaturado de cadeia linear com dez carbonos, em que a insaturação ocorre no carbono alfa.